# Charlie Holmes
Charlie Holmes (* 27. Januar 1910 in Boston als Charles William Holmes; † 19. September 1985 in Stoughton, Massachusetts) war ein US-amerikanischer Jazzmusiker (Altsaxophon) des Swing.

## Leben und Wirken
Holmes war ein Jugendfreund von Harry Carney und von Johnny Hodges, dessen Stil ihn sehr beeinflusst hat. Allerdings spielte Holmes fließendere, klarinettenartigere Soli als der seinerseits von Sidney Bechet beeinflusste Hodges, mit einer sanfteren Attacca und einem weniger „strahlenden“ Ton. Wo Hodges brillierte und hervorstach, spielte Holmes mit moderatem Understatement, was ihn zu einem idealen Ensemblespieler und Begleiter machte. 
Holmes lernte Oboe und spielte dieses Instrument 1926 im Bostoner Civic Symphony Orchestra. Nachdem er 1927 mit Carney nach New York City gezogen war, arbeitete er zunächst bei Chick Webb und Henri Saparo, 1928 dann bei Luis Russell, dann wieder bei Saparo. In den 1930er Jahren spielte er mit der Mills Blue Rhythm Band, zwischen 1932 und 1940 dann wieder bei Russell (diese Band begleitete ab 1935 auch Louis Armstrong). Er war auch Mitglied des Cootie Williams Orchestra.
In den 1940er Jahren arbeitete er bei Bobby Burnet (1941), Cootie Williams (1942 bis 1945), Jesse Stone, John Kirby und Billy Kyle, um dann als Freelancer aktiv zu sein; in den frühen 1950er Jahren spielte er mit Al Sears zusammen. (Steady Eddie, 1951).
Ab dem Jahr 1951 war er für zwanzig Jahre nur noch semiprofessionell tätig und arbeitete hauptsächlich als Versicherungsagent und Postbote; an den Wochenenden trat er mit Joe Garland auf. Zwischen 1972 und 1975 spielte er in Clyde Bernhardts Harlem Blues & Jazz Band und im selben Jahr bei einer Tournee durch Schweden mit der schwedischen Band Kustbandet. Aufnahmen entstanden auch mit King Oliver, Red Allen (wie It Should Be You, 1929), J. C. Higginbotham oder Fats Waller.